# شاين هيغز
شاين هيغز (بالإنجليزية: Shane Higgs)‏ هو لاعب كرة قدم بريطاني، ولد في 13 مايو 1977 في أكسفورد في المملكة المتحدة. لعب مع ليدز يونايتد ونادي بريستول روفيرز ونادي نورثامبتون تاون ونادي ووستر سيتي ونادي يورك سيتي ووولفرهامبتون واندررز.

## وصلات خارجية
- شاين هيغز على موقع قاعدة بيانات كرة القدم.إي يو (الإنجليزية)
- شاين هيغز على موقع Soccerbase.com (لاعب) (الإنجليزية)